# Politique environnementale
Pour un article plus général, voir Écologie politique.
 (mars 2014).
Si vous disposez d'ouvrages ou d'articles de référence ou si vous connaissez des sites web de qualité traitant du thème abordé ici, merci de compléter l'article en donnant les références utiles à sa vérifiabilité et en les liant à la section « Notes et références ».
La politique environnementale, appelée aussi politique écologique ou politique verte est la mise en place de politiques visant à protéger l'environnement.
Selon l'économiste Jean Gadrey, la mise en œuvre d'une politique écologique nécessite une réduction des inégalités : « revendiquer la sobriété contre le consumérisme se révélerait insuffisant si l’on ne précisait pas quelles catégories sociales seraient invitées à modifier le plus leurs comportements au nom de l’intérêt général. Il en va des efforts liés à la protection de l’environnement comme de la fiscalité : ils peuvent être justes ou injustes. Quand les ultrariches émettent trente à quarante fois plus de gaz à effet de serre que les 10 % les plus pauvres, mais que la taxe carbone actuelle pèse quatre fois moins sur les revenus des premiers, l’injustice flagrante provoque le rejet massif des mesures imposées. »

## Dans l'Union européenne
Au sein de l'Union européenne, la politique environnementale repose sur quatre principes généraux : principe de précaution, principe de prévention, principe de correction de la pollution à la source et Principe pollueur-payeur.